# Jacques Lüthy
Jacques Lüthy, né le 11 juillet 1959 à Charmey, est un skieur alpin suisse qui a mis fin à sa carrière sportive à la fin de la saison 1988.
Après sa retraite sportive, il a ouvert un magasin de sport dans son village natal.

## Palmarès

### Jeux olympiques
| Épreuve / Édition   | Descente | Géant | Slalom |
| JO 1980 Lake Placid | —        | 5e    | Bronze |

### Championnats du monde
| Épreuve / Édition        | Descente | Slalom géant | Slalom  | Combiné |
| JO 1980 Lake Placid      | —        | 5e           | Bronze  | —       |
| Mondiaux 1982 Schladming | —        | —            | Abandon | —       |

### Coupe du monde
- Meilleur résultat au classement général : 7e en 1980

| Année/Classement | Général | Général | Slalom | Slalom | Géant  | Géant  | Combiné | Combiné |
| Année/Classement | Class.  | Points  | Class. | Points | Class. | Points | Class.  | Points  |
| ---------------- | ------- | ------- | ------ | ------ | ------ | ------ | ------- | ------- |
| 1979             | 13e     | 79      | 20e    | 27     | 5e     | 75     | -       | -       |
| 1980             | 6e      | 116     | 7e     | 53     | 3e     | 82     | -       | -       |
| 1981             | 15e     | 84      | 23e    | 11     | 8e     | 53     | 7e      | 20      |
| 1982             | 19e     | 63      | 14e    | 30     | 13e    | 33     | -       | -       |
| 1983             | 17e     | 96      | 13e    | 42     | 10e    | 44     | 18e     | 10      |
| 1984             | 50e     | 25      | 40e    | 3      | 21e    | 22     | -       | -       |
| 1985             | 94e     | 5       | -      | -      | 44e    | 5      | -       | -       |

### Arlberg-Kandahar
- Meilleur résultat : 7e place dans le slalom 1982 à Garmisch

### Championnats de Suisse
| Édition / Épreuve        | Géant  | Slalom | Combiné |
| ------------------------ | ------ | ------ | ------- |
| Meiringen-Hasliberg 1979 | Bronze | Argent | Or      |
| Verbier 1980             |        | Argent |         |
| Loèche 1982              | Argent |        |         |
| Diemtigtal 1983          |        | Or     |         |
| Gstaad 1985              |        | Or     |         |
| Grüsch-Danusa 1986       |        | Or     |         |